# Sison (Pangasinan)
Pour les articles homonymes, voir Sison (homonymie).
Sison est une municipalité de la province de Pangasinan, aux Philippines.